# اختبار ثلاثي
الاختبار الثلاثي، ويسمى أيضا الفحص الثلاثي أو اختبار كيترينج أو اختبار بارت، هو استقصاء يتم عمله خلال فترة الحمل في الثلث الثاني من الحمل لتصنيف المريضة إما كحالة عالية الخطورة أو كحالة منخفضة الخطورة بالنسبة لاختلالات الكروموسومات (وعيوب الأنبوب العصبي).
في بعض الأحيان يستخجم مصطلح بديل هو «اختبار فحص العلامات المتعددة». يمكن لهذا المصطلح أن يشمل «الاختبار المزدوج» و «الاختبار الرباعي» (كما هو موضح أدناه).
يقيس الفحص الثلاثي مستويات الدم لكل من ألفا فيتو بروتين، والاستريول، وموجهة الغدد التناسلية المشيمائية (بيتا إتش جي سي)، بنسبة حساسية 70٪ ومعدل إيجابي كاذب بنسبة 5٪. يتم استكماله في بعض المناطق في الولايات المتحدة كفحص رباعي (بإضافة إنهيبين أ إلى الجدول، فينتج عنه حساسية بنسبة 81٪ ومعدل إيجابي كاذب بنسبة 5٪ للكشف عن متلازمة داون عند إجراؤه في عمر 15-18 أسبوعًا من العمر الحملي) وتقنيات أخرى سابقة للولادة، على الرغم من أنه لا يزال يستخدم على نطاق واسع في كندا وبلاد أخرى. يشير الفحص الإيجابي إلى زيادة خطر حدوث اختلالات كروموسومية (وعيوب الأنبوب العصبي)، يتم تحويل مثل هؤلاء المرضى إلى إجراءات أكثر حساسية وتحديدًا للحصول على تشخيص نهائي، غالباً ما يكون التشخيص قبل الولادة عن طريق بزل السلى، على الرغم من أن خيار الفحص الأقوى للدنا الجنيني من دون خلية (يعرف أيضًا باسم الفحص غير المتوغل السابق للولادة) يتم عرضه بشكل متكرر. يمكن فهم الاختبار الثلاثي على أنه السالف المبكر لسلسلة طويلة من التحسينات التكنولوجية اللاحقة. في بعض الولايات الأمريكية، كولاية ميسوري، تغطي مؤسسة «ميديكايد» نفقات الاختبار الثلاثي فقط وليس أي اختبارات متحملة أخرى أكثر دقة، بينما تقدم كاليفورنيا الاختبارات الرباعية لجميع النساء الحوامل.

## الحالات المفحوصة
الخلل الأكثر شيوعًا الذي يمكن للاختبار فحصه هو التثلث الصبغي 21 (متلازمة داون). بالإضافة إلى متلازمة داون، فإن الفحوص الثلاثية والرباعية تقيم خطر الإصابة بالتثلث الصبغي الجنيني 18 كذلك والذي يُعرف باسم متلازمة إدوارد، وعيوب الأنبوب العصبي المفتوح، وقد يكتشف أيضًا خطورة عالية لوجود متلازمة تيرنر، وتعدد الصيغ الصبغية الثلاثي، وتثلث الصبغي 16، وموت الجنين، ومتلازمة سميث ـ ليملي ـ أوبتز، ونقص كبريتات الاستيرويد.

## القيم المُقاسة
يقيس الاختبار الثلاثي المستويات الثلاثة التالية في دم الأم:
- الفا فيتوبروتين (أ ف ب)
- موجهة الغدد التناسلية المشيمائية (إتش سي جي)
- الاستريول غير المقترن (UE3)

## التفسير
قد تشير المستويات إلى خطورة متزايدة نحو حالات معينة أو قد تكون حميدة:
| ألفا فيتو بروتين | استريول غير مقترن | إتش سي جي | الحالات المصاحبة |
| منخفض            | منخفض             | مرتفع     | متلازمة داون |
| منخفض            | منخفض             | منخفض     | تثلث الصبغي 18 (متلازمة إدوارد) |
| مرتفع            | n/a               | n/a       | عيوب الأنبوب العصبي (مثل تشقق العمود الفقري الذي قد يكون مرتبطا بمستويات متزايدة من أستيل كولين استيراز في السائل الأمنيوسي) والقيلة السُرية، وانشقاق البطن الخلقي، وتعدد الحمل (مثل التوائم أو ولادة متعددة كثلاثة توائم)، أو تقدير عمر الحمل أقل مما هو عليه. |

يتم حساب الخطورة المقدرة وضبطها بالتوافق مع عمر الأم الحامل؛ إذا كانت مريضة بالسكري؛ إذا كان لديها توأمان أو أكثر، وعمر الحمل للجنين. يمكن أيضا استخدام الوزن والسلالة العِرقية في التسويات. العديد من هذه العوامل تؤثر على مستويات المواد التي يتم قياسها وتفسير النتائج.
- كلما زاد وزن الأم، يزيد مستوى ألفا فيتو بروتين
- لدى نساء الأمريكان الأفارقة مستويات ألفا فيتو بروتين أعلى بنسبة 10-15% عن النساء القوقازيات لأسباب غير معروفة.
- لدى النساء المريضات بالسكري المعتمد على الإنسولين مستويات من ألفا فيتو بروتين أقل بنسبة 20% من باقي السكان.
- الحمل بعدة أجنة، مثل التوائم، يزيد من مستويات ألفا فيتو بروتين لأن كل جنين يفزر ألفا فيتو بروتين الخاص به.
- التقدير الخاطئ للعمر الحملي هو السبب الأكثر شيوعا لمستويات ألفا فيتو بروتين الغير طبيعية.

الاختبار للفحص وليس للتشخيص، وليس لديه نفس القدرة التنبؤية مقاربة ببزل السلى أو أخذ عينات من الزغابات المشيمية. مع ذلك فإن اختبار الفحص يحمل مخاطر أقل بكثير على الجنين، وفي حال الاشتراك مع المخاطر المرتبطة بالعمر على المريضة، يكون من المفيد المساعدة في تحديد الحاجة إلى اختبارات أكثر توغلية.

## اختلافات
إذا تم اختبار اثنين فقط من الهرمونات أعلاه، فإن الاختبار يسمى اختبار ثنائي. يختبر «الاختبار الرباعي» هرمونًا إضافيًاهو الإنهبين. علاوة على ذلك، يمكن الجمع بين الاختبار الثلاثي وقياس الموجات فوق الصوتية للفحص القفوي.

### الاختبار الثنائي
يتم قياس كل من بيتا إتش سي جي الحر وبروتين البلازما أ المرتبط بالحمل. مع ذلك ما زال يتم إدراج عمر الأم والوزن والسلالة العرقية وما إلى ذلك. في المملكة المتحدة، يعتبر الاختبار الثنائي جزء من الاختبار المدمج للتشخيصات السابقة للولادة.

### الاختبار الرباعي
يتم أحيانًا إضافة اختبار لمستويات الإنهبين مزدوج الصيغة الجزيئية إلى الاختبارات الثلاثة الأخرى، تحت مسمى«الاختبار الرباعي.» هناك أسماء أخرى تستخدم من بينها «اختبار رباعي» أو «فحص رباعي» أو «فحص ذو أربعة أجزاء». سيظهر الإنهبين أ مرتفعا في حالات التثلث الصبغي 21، ومنخفضا في حالات التثلث الصبغي 18.
| إنهبين أ | الحالات المصاحبة              |
| مرتفع    | تثلث صبغي 21 متلازمة داون     |
| منخفض    | تثلث صبغي 18 (متلازمة إدوارد) |
| متقلب    | تثلث صبغي 13 متلازمة باتو     |